# Filles de Sainte Anne
Ne doit pas être confondu avec Filles de Sainte Anne de Ranchi.
Les Filles de sainte Anne (en latin Filiarum a Sancta Anna) forment une congrégation religieuse féminine enseignante de droit pontifical.

## Histoire
La congrégation est fondée par Anne-Rose Gattorno (1831-1900). Encouragée par le pape Pie IX, qui la reçoit en audience le 3 janvier 1866, elle décide de s'engager plus activement dans l'apostolat, embrassant pleinement la vie religieuse. Elle fonde la congrégation des Filles de sainte Anne le 8 décembre 1866 à Piacenza. Le 26 juillet 1867, jour de la fête de sainte Anne, a lieu la cérémonie de prise d'habit de la fondatrice et de vingt autres novices. Le 8 avril 1870, Anne-Rose fait sa profession religieuse avec 12 compagnes.
Pour la rédaction des constitutions de l'institut, Anne-Rose Gattorno collabore avec le lazariste Jean-Baptiste Tornatore, professeur au collège Alberoni de Piacenza. La première version du texte présenté à la Congrégation des réguliers est rejetée en 1871. La congrégation reçoit du pape Pie IX le décret de louange le 8 avril 1876 et l'approbation définitive du Saint-Siège le 26 juillet 1892.
En 1878, les religieuses s'ouvrent à l'activité missionnaire et fondent des communautés en Bolivie puis au Chili, au Brésil et au Pérou ; en 1886, les Filles de sainte Anne s'installent en Érythrée sur l'invitation du gouvernement italien.

## Activités
Les Filles de sainte Anne se consacrent à l'enseignement, aux soins infirmiers, aux personnes seules ou âgées, aux orphelins et enfants marginalisés ; aux œuvres de la paroisse, évangélisation et promotion humaine.
La maison généralice est à l'église Sant'Anna al Laterano de Rome.
En 2017, la congrégation comptait 1119 sœurs dans 140 maisons.